# Juan de Valdés Leal

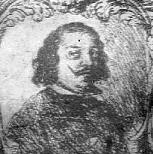
Juan de Valdés Leal

Juan de Nisa Valdés Leal (* 4. Mai 1622 in Sevilla; † 15. Oktober 1690 ebenda) war ein spanischer Maler und Bildhauer des Barock.

## Biografie

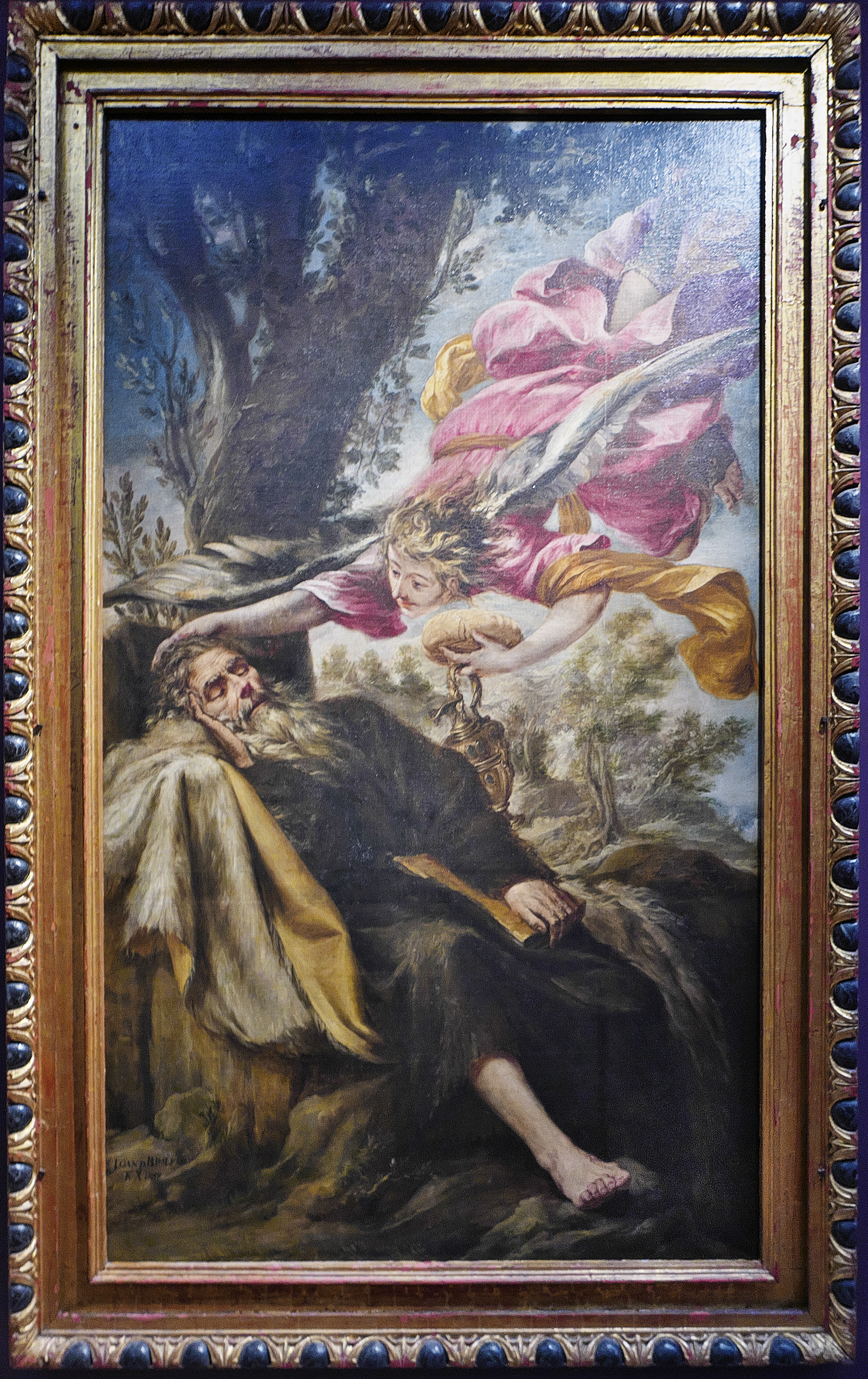
Elias und der Engel, 1658, Kirche Nuestra Señora del Carmen, Córdoba

Valdés Leal, Sohn des Lusitaners Fernando de Nisa und seiner aus Sevilla stammenden Frau Antonia de Valdés Leal, erlernte das Kunsthandwerk zunächst ab 1637 in seiner Heimatstadt bei Juan del Castillo, eventuell hier bereits auch bei Francisco de Herrera, der seinen späteren Malstil wesentlich prägte.
Auf Anraten Antonio Palominos ging er 1647 mit seiner am 14. Juli des gleichen Jahres geehelichten Frau Isabel Martín de Morales nach Córdoba und lernte dort bis 1653 bei Antonio del Castillo y Saavedra. Zudem bekam er hier auch Kontakt zu anderen bedeutenden Malern der Zeit, darunter auch Bartolomé Esteban Murillo. In Córdoba entstanden ab 1652 seine ersten bekannten Bilder. Wegen der in der Stadt vorherrschenden Pest ging die junge Familie wieder nach Sevilla, kehrte 1654 nochmals nach Córdoba zurück und ließ sich nach der Fertigstellung der begonnenen Arbeiten in Córdoba 1656 endgültig wieder in Sevilla nieder. 1654 wurde Luisa Rafaela als erstes und 1657 Eugenia María als zweites Kind der Familie geboren. 1660 wurde Valdés Leal Mitglied an der von Murillo und Herrera el Mozo neu gegründeten Akademie für Malerei und leitete diese dann selbst von 1663 bis 1666. Zwischenzeitlich wurde 1661 Lucas als erster Sohn der Familie geboren, der ebenfalls als Maler und Grafiker in die Kunstgeschichte einging. 1664 und 1667 wurden seine Töchter María de la Concepción und Antonia Alfonsa geboren.
Valdés Leals Gemälde schmücken auch heute noch viele Kathedralen, Klöster, Kirchen und Krankenhäuser. Nach Murillo gilt Valdés Leal heute als bedeutendster Maler Sevillas.

## Galerie

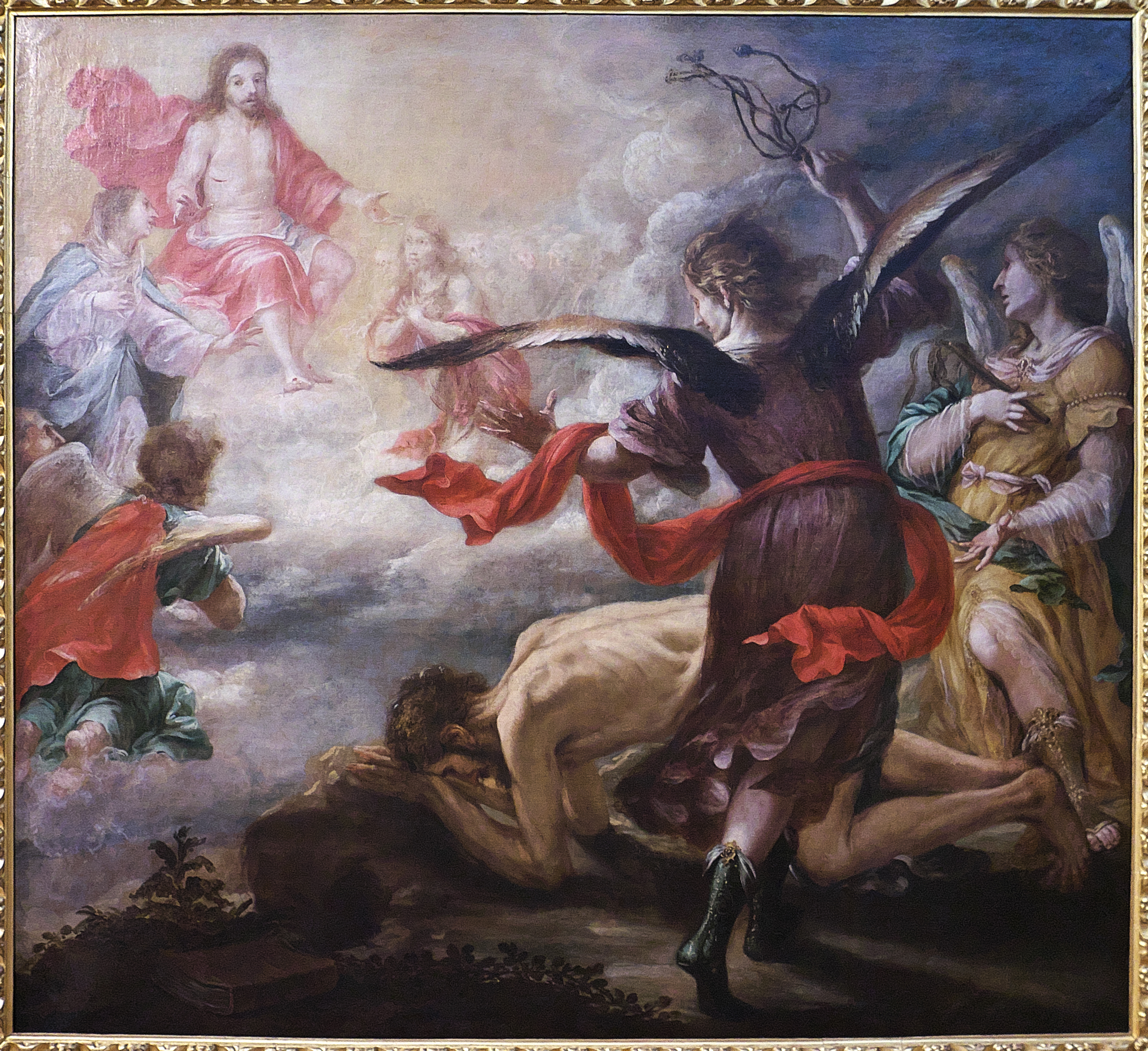
Der Hl. Hieronymus gegeißelt von Engeln, 1657, Museo de Bellas Artes de Sevilla
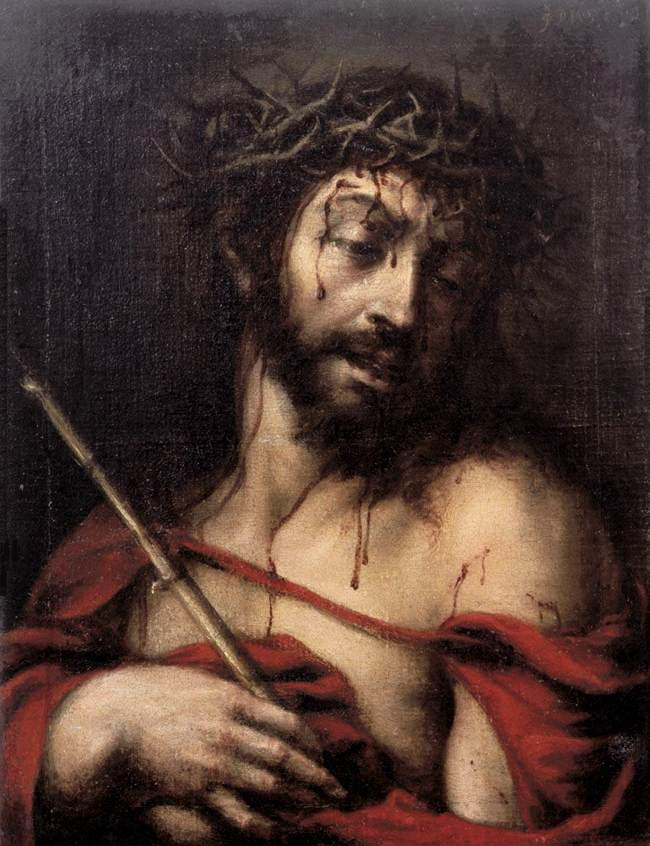
Ecce Homo, 1657–59, Privatsammlung
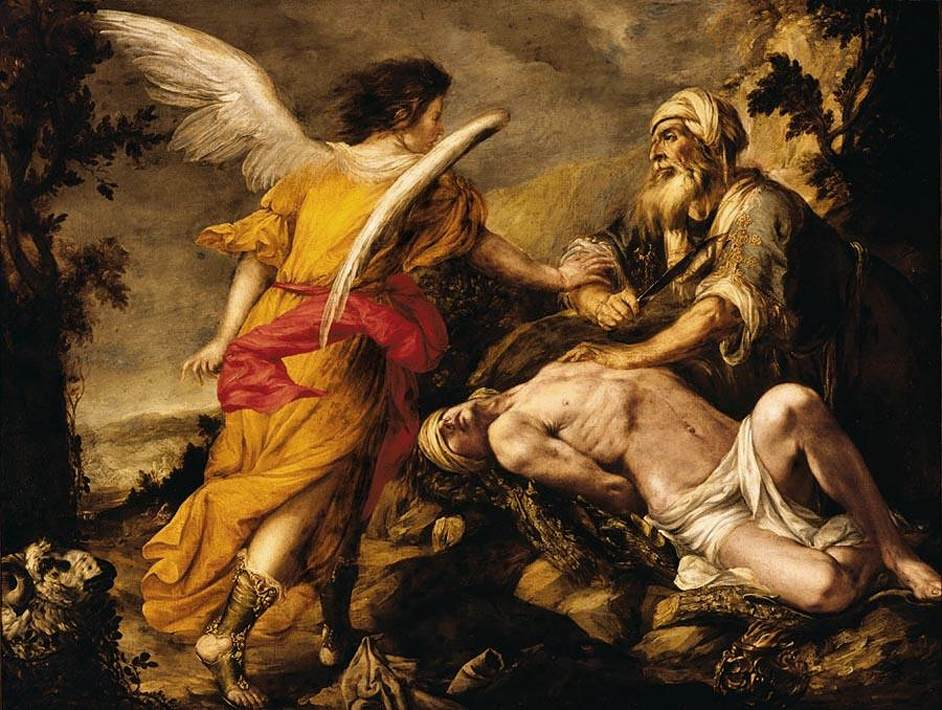
Opferung Isaaks, 1657–59, Privatsammlung
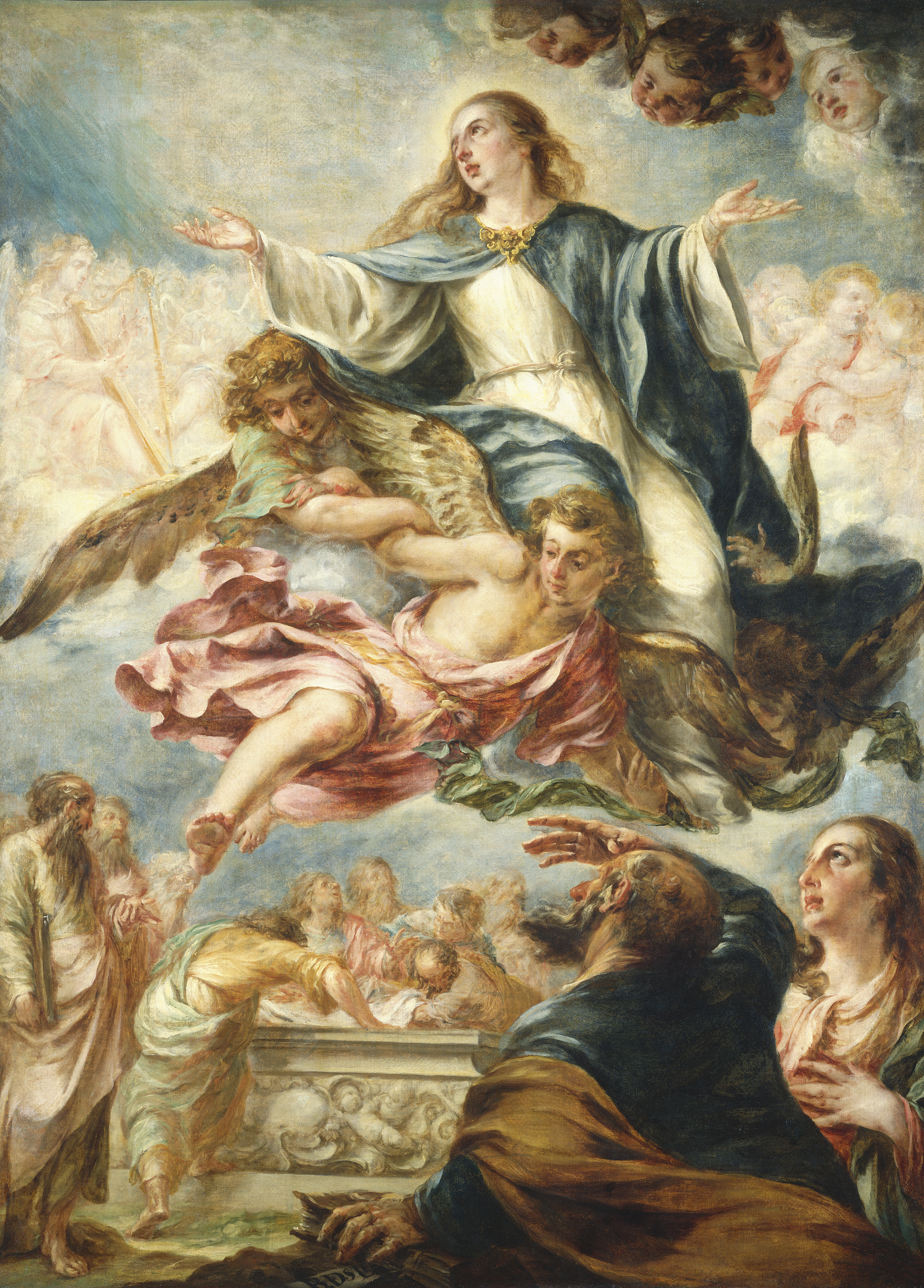
Himmelfahrt Mariä, ca. 1658–1660, Öl auf Leinwand, 215,1 × 156,3 cm, National Gallery of Art, Washington
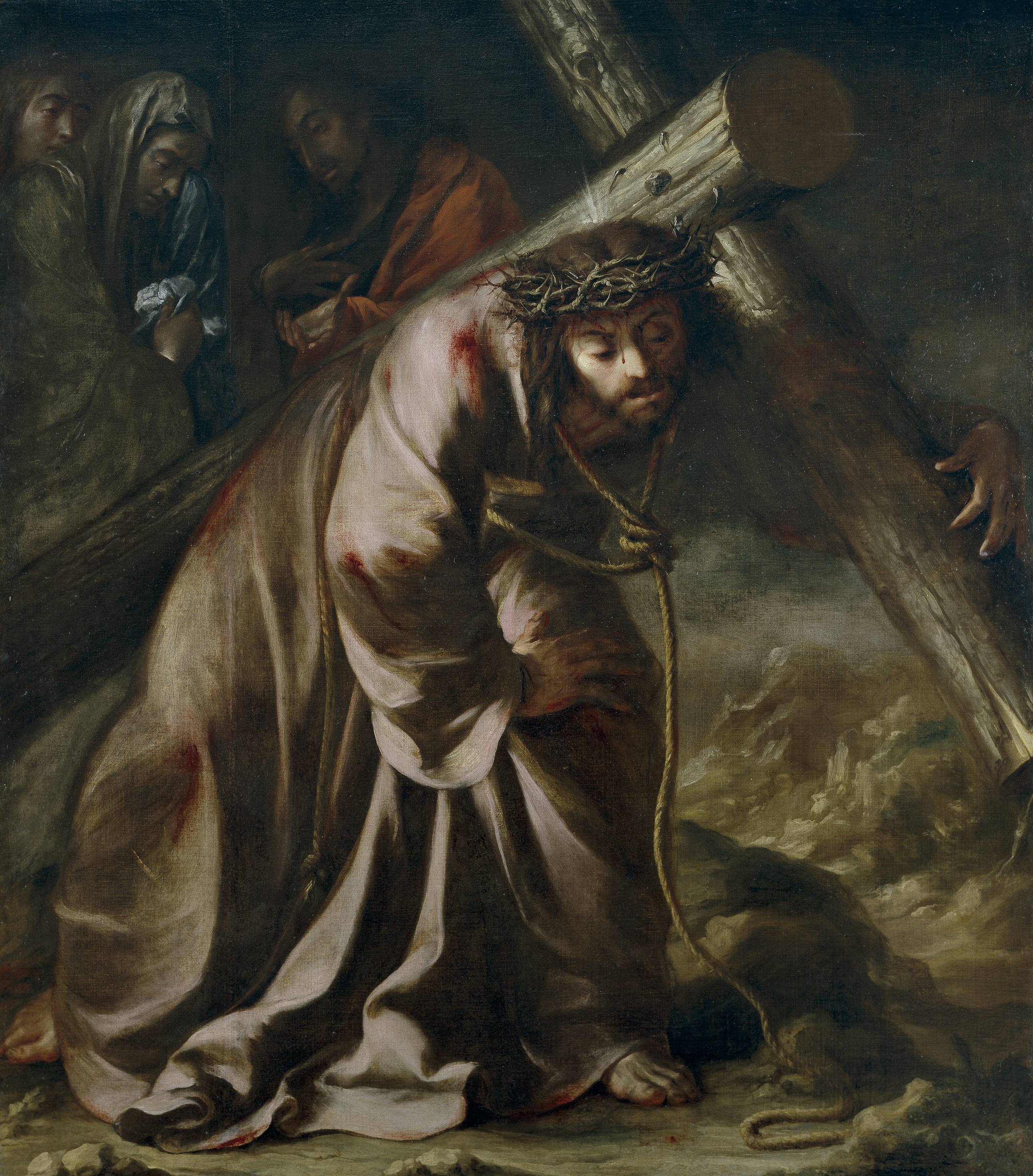
Christus auf dem Weg zum Kalvarienberg, 1661, Prado, Madrid
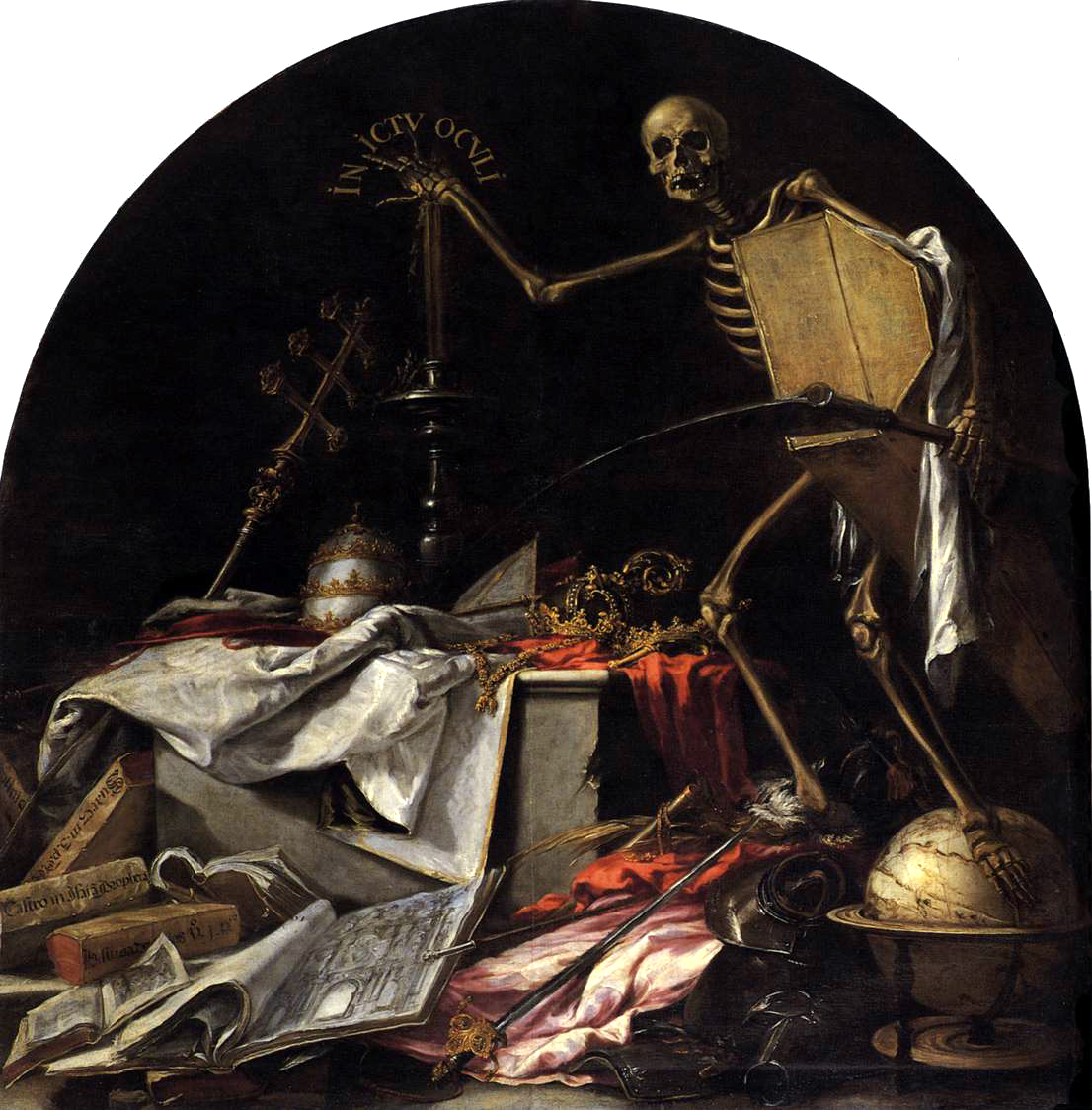
In ictu oculi, 1670–72, Hospital de la Santa Caridad, Sevilla
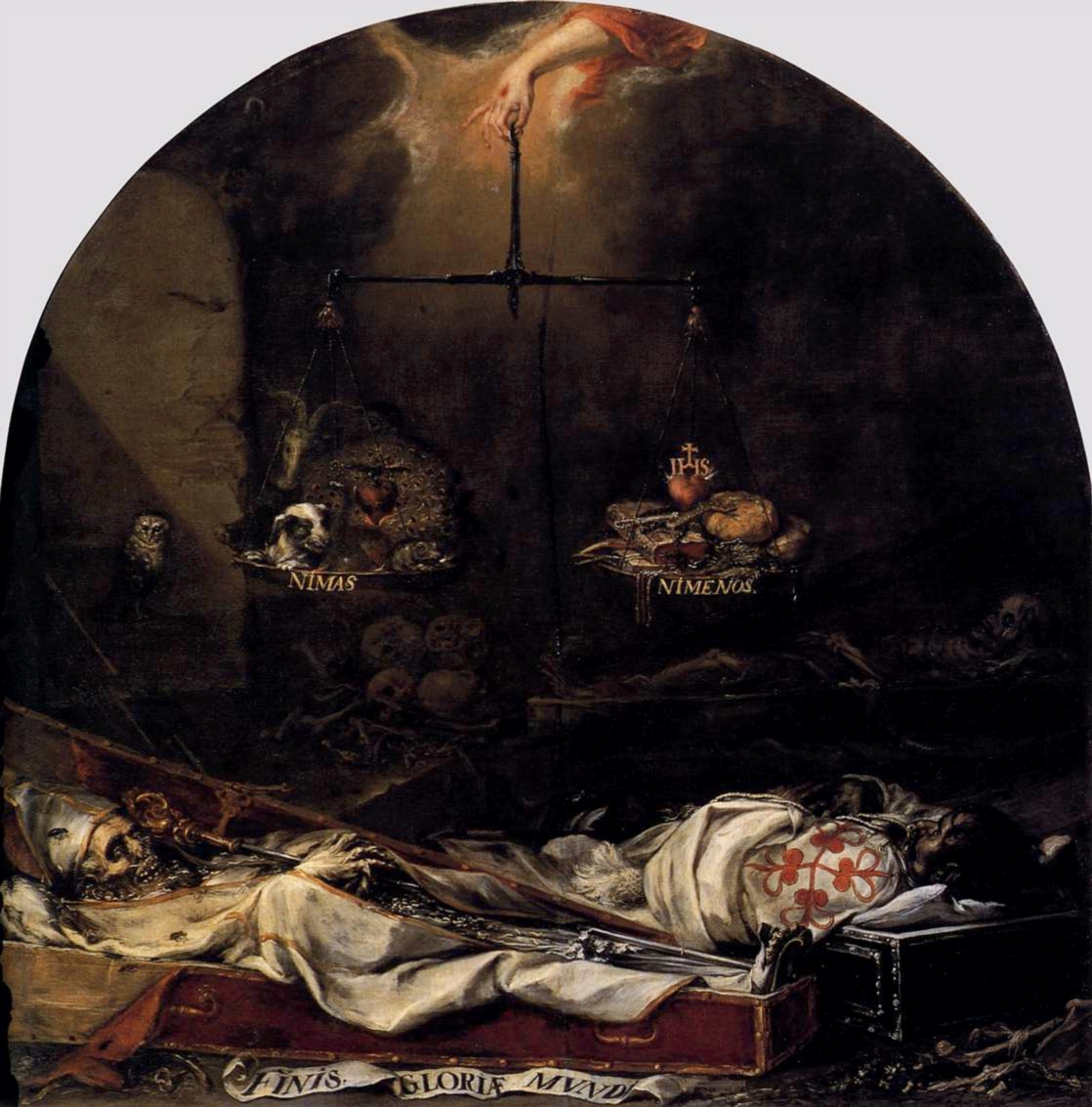
Finis gloriae mundi, 1670–72, Hospital de la Santa Caridad, Sevilla
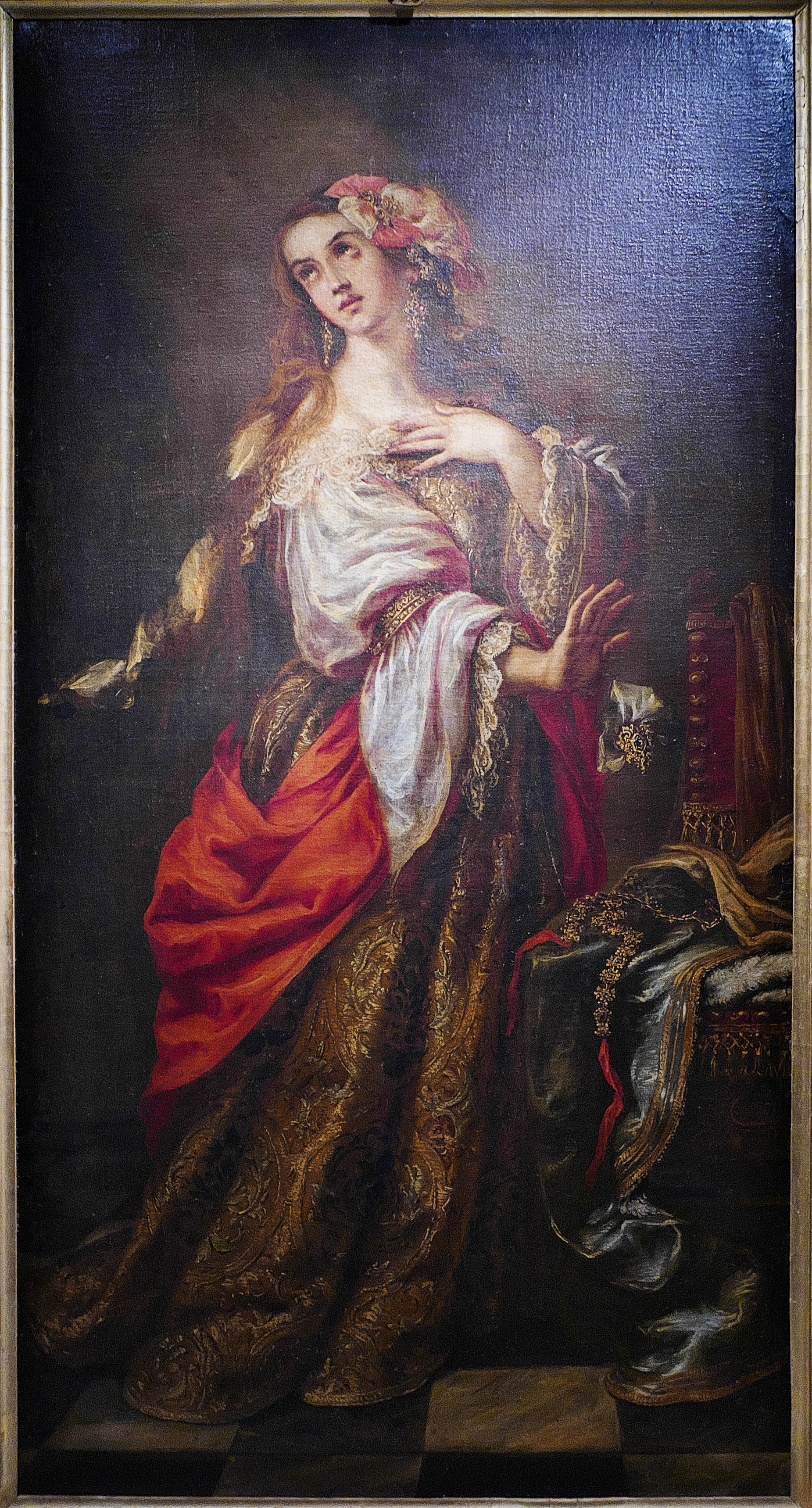
Reuige Maria Magdalena, ca. 1665, Privatsammlung
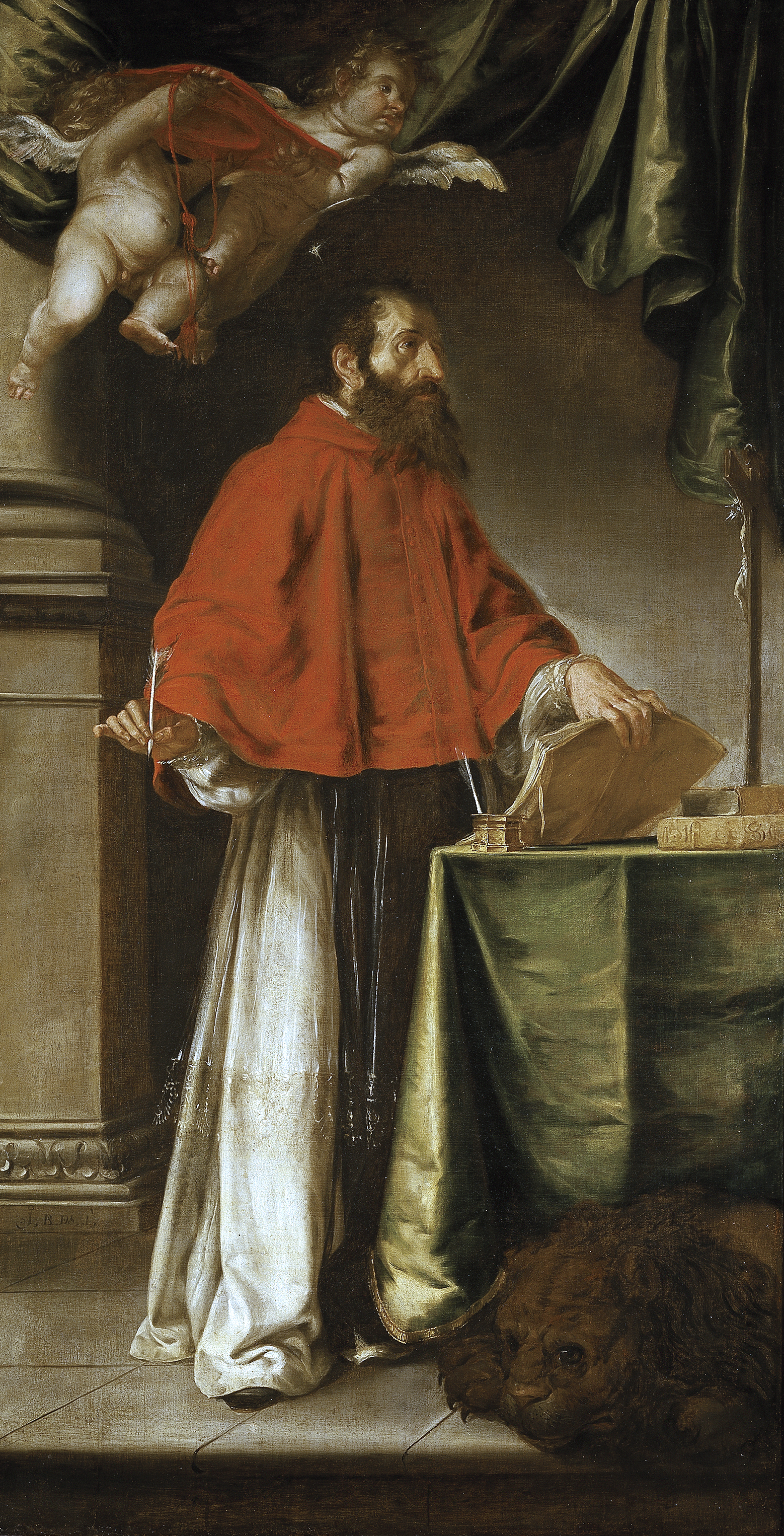
Hl. Hieronymus, Prado, Madrid
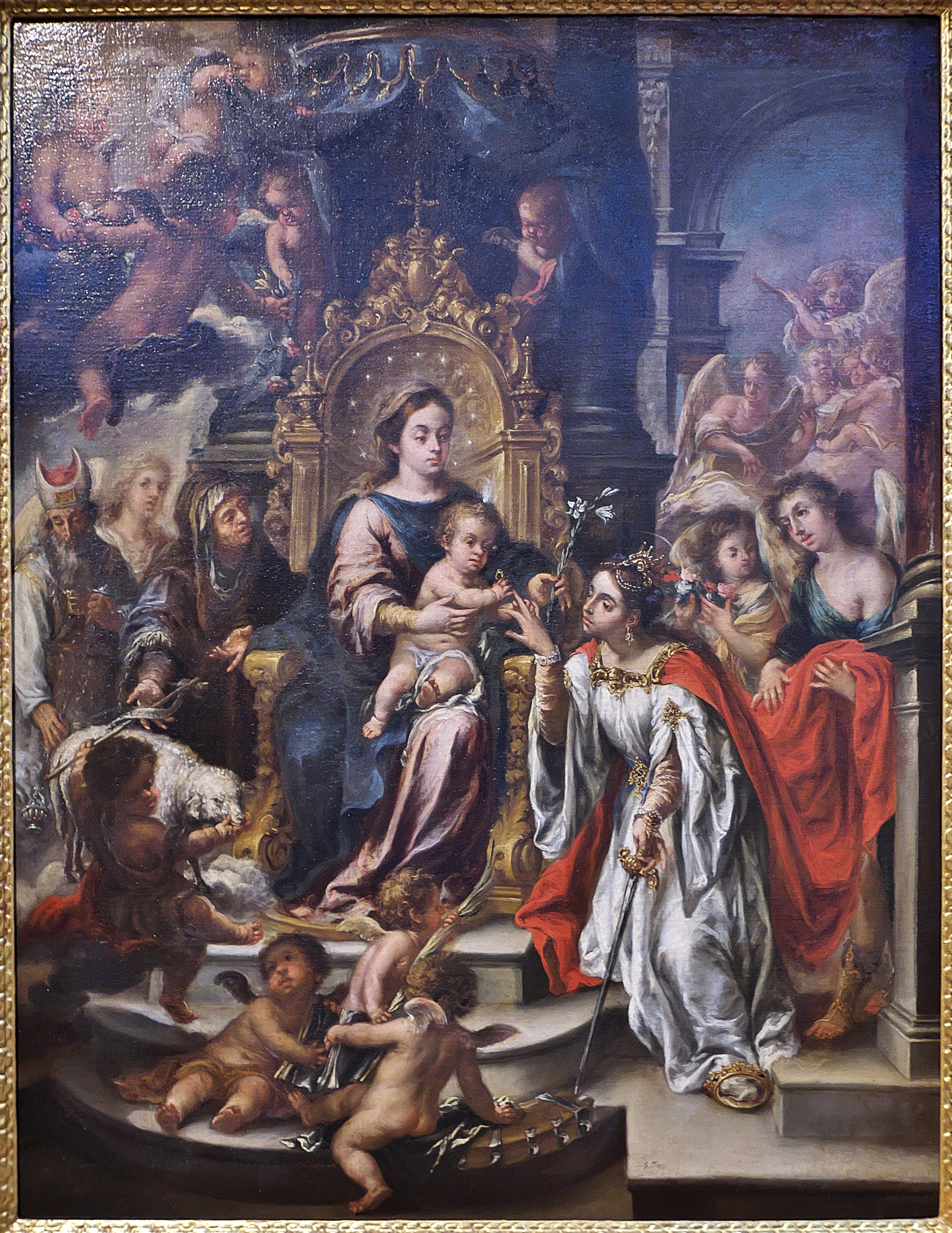
Mystische Hochzeit der Hl. Katharina, 1685, Museo de Bellas Artes de Sevilla
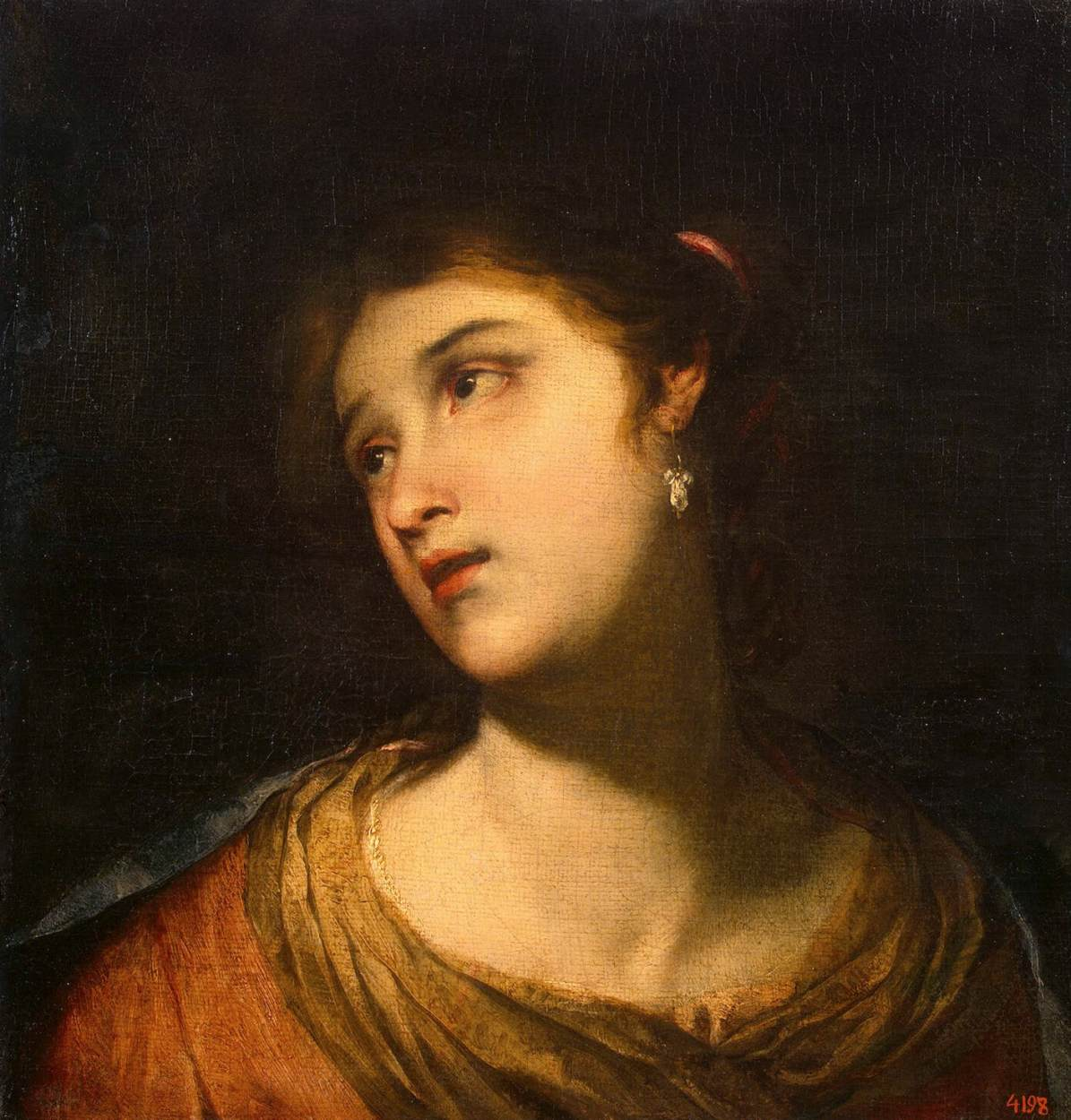
Valdés Leal zugeschrieben: Frauenkopf, Eremitage, St. Petersburg